# Grupo ACS
Grupo ACS (Actividades de Construcción y Servicios) é uma empresa espanhola dedicada à construção e engenharia civil, a todo o tipo de serviços e comunicações. Foi fundada em 1997 pela fusão da OCP Construcciones e Ginés Navarro Construcciones. O grupo tem presença em vários países incluindo Marrocos, Chile e Portugal. A sede fica em Madrid e o Presidente é Florentino Pérez.